# Ligamentum inguinale

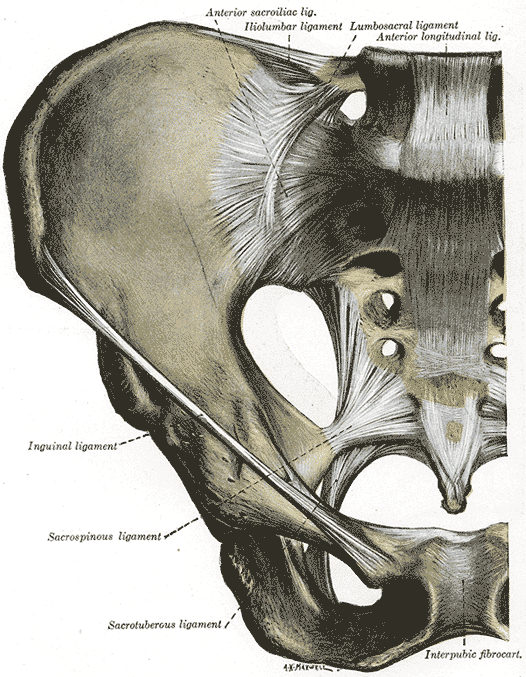
Rechte Seite eines menschlichen Beckens von vorne. Das Leistenband im Bildvordergrund zieht sich vom Darmbeinstachel zum Schambein

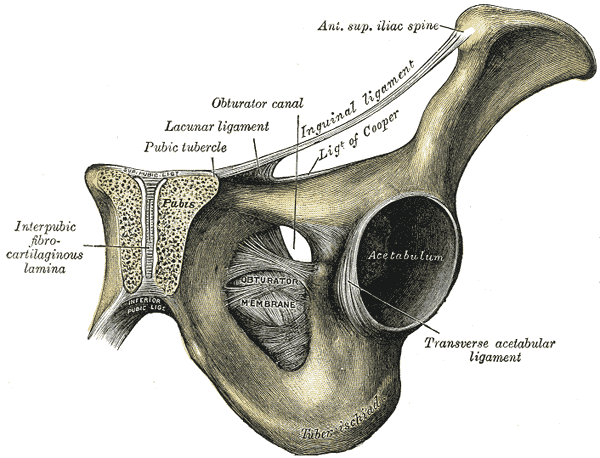
Linke menschliche Beckenhälfte von unten – Gesäßseite unten im Bild. Gut erkennbar der Raum unter dem Leistenband, der von der Muskel- und Gefäßpforte genutzt wird

Das Ligamentum inguinale (lat. für Leistenband); auch Vesalius-Band (nach dem flämischen Anatomen Andreas Vesalius) oder Fallopio-Band (nach dem italienischen Anatomen und Chirurgen Fallopius) genannt, ist eine bindegewebige Struktur am menschlichen Becken. Es verbindet den vorderen oberen Darmbeinstachel (Spina iliaca anterior superior) des Darmbeines (Os ilium) mit dem Tuberculum pubicum des Schambeines (Os pubis) und grenzt so den Raum für die Muskel- und Gefäßpforte (Lacuna musculorum und Lacuna vasorum) ab. Das Leistenband entspricht der Verstärkung der Aponeurose der Mm. obliquus externus abdominis, obliquus internus abdominis und transversus abdominis.
Durch eine Befestigung des Bandes an der Bauchhaut kommt die sogenannte Leistenfurche zustande, die die zentrale Struktur der auf Bauch und Oberschenkel übergreifenden Leistenbeuge (Inguinalgegend) darstellt.
Bei Haustieren wird die entsprechende Struktur als Arcus inguinalis (Leistenbogen) bezeichnet. Es verläuft von der Eminentia iliopubica zum Hüfthöcker (Tuber coxae) und wird aus den Aponeurosen der schiefen Bauchmuskeln und der Faszien dieses Bereichs gebildet.